# پس‌قفس سینه
پس‌قفسِ سینه (به انگلیسی: Metathorax) پشتِ سه بخش در قفسه سینه حشره است و سومین جفت پا را دارد. سختینه‌های اصلی آن (صفحه‌های استخوان‌بندی بیرونی) متانوتوم (پشتی)، متاسترنوم (شکمی) و متاپلورون (کناری) در هر سو هستند. پس‌قفس سینه بخشی است که در بیشتر حشرات بال‌دار دارای بال‌های عقبی است، اگرچه گاهی ممکن است این بال‌ها کاهش یافته یا اصلاح شوند، مانند مگس‌ها (دوبالان)، که در آن بال‌ها کاهش می‌یابند و به شکل هولتر یا بی‌پرواز مانند سوسک‌ها (Coleoptera) می‌شوند که در آن ممکن است کاملاً غایب باشند حتی اگر بال‌های جلویی هنوز وجود داشته باشند. همه حشرات بالغ دارای پاهایی روی پس‌قفس سینه هستند. در بیشتر گروه‌های حشرات، متانوتوم نسبت به مزونوتوم کاهش می‌یابد. در زیر راسته باریک‌تنه‌داران (Hymenoptera)، نخستین بخش شکمی با پس‌قفس سینه ترکیب می‌شود و سپس پروپودیوم نامیده می‌شود.